# 国家快运
国家快运集团（National Express Group）是一家英国公共交通公司，总部位于伯明翰。它在英国、爱尔兰、欧洲大陆、美国、加拿大等国家和地区运营公交、长途客车、火车和有轨电车等服务。

## 历史
1972年，英国国有企业国家公交公司（National Bus Company）决定整合其长途客车服务，1974年启用“National Express”商标。
1980年代，国家公交公司私有化，1988年3月国家快运由管理层收购。管理层试图扩大经营范围，但公司经济状况因此恶化，1991年7月公司在ECI伙伴（ECI Partners）公司的支持下更换管理层。1992年12月，国家快运在伦敦证交所上市。